# 丁铨
丁铨，顺天大兴人，是一名清朝政治人物。
丁铨曾于1729年接替于本宏任上海县知县一职，1731年由张之寿接任。